# Max Hussarek von Heinlein
Maximilian Hussarek svobodný pán von Heinlein (8. května 1865 Prešpurk – 6. března 1935 Vídeň) byl rakouský politik a předposlední předseda vlády předlitavské části Rakousko-Uherska (vláda Maxe Hussarka).

## Kariéra
V letech 1883–1889 vystudoval na Vídeňské univerzitě církevní právo, které následně vyučoval na Tereziánské akademii. Zároveň byl vychovatelem prince Abbase Hilmiho, budoucího egyptského chediva. Od roku 1892 pracoval na ministerstvu kultu a školství, od roku 1895 byl profesorem církevního práva na Vídeňské univerzitě a jeho přednášky stály u počátku Vídeňské školy církevního práva. Mezi lety 1911 a 1917 byl za křesťanské sociály ministrem školství a kultu ve třech vládách. Mezi jeho priority patřilo uznání profesorů evangelické teologické fakulty za univerzitní profesory, reforma právních studií a státovědy a uznání islámu jako náboženské společnosti v Rakousku-Uhersku.

## Předseda vlády
Dne 25. července 1918 byl jmenován předsedou vlády Předlitavska (vláda Maxe Hussarka). Uvědomoval si, že bude nutné alespoň částečně akceptovat takzvaných Čtrnáct bodů prezidenta Wilsona. Neměl obavy z referenda v jižním Tyrolsku, kde předpokládal zachování současné situace, ale obával se situace v českých zemích. Uplatnění všech Wilsonových bodů by ale znamenalo úplnou ztrátu Haliče. Pomocí významných ústupků Polákům a Jihoslovanům se snažil pacifikovat odpor Čechů proti svým reformním návrhům. 1. října předstoupil před Říšskou radu se státní reformou, která v sobě měla obsahovat Wilsonovy požadavky na národní sebeurčení. Návrh však nebyl založen na klasické politicko-územní autonomii či federalizaci státu, ale zaváděl autonomii v současných korunních zemích v druhé instanci, což mělo řešit zejména situaci v Čechách. V následných jednáních se stalo cílem Hussarkových snah v dohodě s císařem dosáhnout rozdělení Předlitavska na čtyři království - české, ilyrské, haličské a Vnitřní Rakousy. Situace však byla neřešitelná - Češi odmítali rozdělení Čech, na kterém Němci trvali. Především však byly Hussarkovy snahy o sjednocení Jihoslovanů formulované v císařském manifestu z 16. října odmítnuty uherskou stranou, což 27. října 1918 vyústilo v jeho demisi.
Po skončení první světové války se vrátil jako řádný profesor církevního práva na univerzitu, byl také funkcionářem rakouského Červeného kříže.